# Sunrise Avenue
Sunrise Avenue – fiński zespół rockowy, założony w 2002 roku w Helsinkach w Finlandii.

## Historia
Jego założycielami są: wokalista, a zarazem gitarzysta Samu Haber i gitarzysta Janne Kärkkäinen. Wkrótce do grupy dołączyli także: basista Raul Ruutu i perkusista Sami Osala (na miejsce Teijo Jämsy).
Pierwsze demo Sunrise Avenue zostało odrzucone przez 102 producentów nagrań. Wszystko zmieniło się, gdy pojawił się Jukka Backlund, producent, z którym zespół postanowił nagrać płytę. Pierwsze single: „All Because of You” oraz „Romeo” zostały wydane na początku 2006. Zespół wydał pierwszy krążek „On the Way to Wonderland” – w fińskich sklepach muzycznych pojawił się w maju 2006.
„Fairytale Gone Bad” to trzeci singel, który został wydany 23 sierpnia i otworzył zespołowi drzwi do kariery – zajął 5. miejsce na fińskich listach przebojów oraz podbijał stacje radiowe i telewizyjne w całej niemal Europie. W Niemczech album można było kupić dwa tygodnie po wydaniu singla „Fairytale Gone Bad” (25 sierpnia 2006). W tym samym czasie zespół po raz pierwszy wystąpił w tym kraju w Cologne’s Underground Club oraz w The Dome (największe telewizyjne wydarzenie muzyczne w Niemczech).
Debiutancka płyta Sunrise Avenue „On the Way to Wonderland” błyskawicznie pokryła się platyną w ojczyźnie zespołu. 19 stycznia 2007 zespół wygrał w czterech kategoriach podczas NRJ Radio Awards (największej skandynawskiej gali radiowej): najlepszy fiński debiutant, najlepsza fińska piosenka („Fairytale Gone Bad”), najlepszy fiński album („On the Way to Wonderland”) oraz najlepszy skandynawski artysta. 20 stycznia 2007 zespół zagrał „Fairytale Gone Bad” w St. Jakob Halle w Bazylei (Szwajcaria). Piosenka ta towarzyszyła także bokserowi, którym był Nikolay Valuev, gdy wchodził na ring, aby bronić tytułu WC w walce przeciwko Jammelowi McCline’owi. W kwietniu 2007 singiel „Fairytale Gone Bad” pokrył się złotem po sprzedaniu 150 tys. egzemplarzy w Niemczech (17 kwietnia liczba sprzedanych singli wynosiła dokładnie 181 826).
Na początku sierpnia 2007 z powodu napięć i kłótni między członkami, zespół opuścił gitarzysta Janne Kärkkäinen (obecnie stworzył własny projekt o nazwie Phoenix Effect). Jego miejsce zajął Riku Rajamaa, który po roku występowania z Sunrise Avenue jako gitarzysta tymczasowy, we wrześniu 2008 został uznany oficjalnym członkiem zespołu.
Dotychczasowy klawiszowiec i producent, Jukka Backlund, koncertem, który miał miejsce 18 października 2008 w czasie rejsu statkiem między Finlandią a Estonią, zakończył swoje koncertowanie z zespołem. Backlund, jako współwłaściciel studia Sonic Kitchen i producent muzyczny, chce całkowicie poświęcić się pracy w studiu. Nie będzie już występował na koncertach, jednak pozostanie producentem Sunrise Avenue. Trwają poszukiwania nowego keyboardzisty.
Jesienią 2009 zespół planuje wyruszyć w pełną trasę koncertową po Europie, promującą najnowszy krążek.
Fińscy muzycy do tej pory odwiedzili Polskę kilkukrotnie: 22 lipca 2007 w Gdańsku na imprezie z cyklu Hity Na Czasie, organizowanej przez Radio Eska, następnie 16 września 2007, na finałowym koncercie Hitów, w Zielonej Górze. Przy okazji tej wizyty zespół zagrał minikoncert akustyczny w warszawskim Hard Rock Cafe. Ich trzecia wizyta miała miejsce na gali Eska Music Awards 25 kwietnia 2008 roku, gdzie zdobyli statuetkę w kategorii Best New Artist. Sunrise Avenue wystąpili w Bydgoszczy, na ceremonii otwarcia Mistrzostw Świata Juniorów w Lekkiej Atletyce. W 2011 roku Sunrise Avenue gościło w Polsce trzykrotnie. 25 czerwca fińscy muzycy zagrali na koncercie Wianki nad Wisłą w Warszawie, 26 czerwca na zorganizowanej przez radio Zet i TVP 2 koncercie Lato Zet i Dwójki oraz 28 sierpnia podczas koncertu Hity na Czasie w Bydgoszczy.

## Dyskografia

### Albumy
| 2006                           | On the Way to Wonderland - Data: 25 sierpnia 2006 - Wydawca: EMI                | 2  | 15 | 5  | 12 | 10 | * FIN: platynowa płyta |
| 2009                           | Popgasm - Data: 6 maja 2009 - Wydawca: Bonnier                                  | 5  | 7  | 13 | 16 | —  | —                      |
| 2011                           | Out of Style - Data: 28 marca 2011 - Wydawca: EMI                               | 2  | 8  | 6  | 6  | —  | * FIN: złota płyta     |
| 2013                           | Unholy Ground - Data: 18 października 2013 - Wydawca: Universal                 | 10 | 4  | 4  | 3  | —  | —                      |
| 2014                           | Fairytales - Best Of 2006-2014 - Data: 3 października 2014 - Wydawca: Universal | 27 | 1  | 4  | 1  | —  | —                      |
| 2017                           | Heartbreak Century - Data: 6 października 2017 - Wydawca: Universal             | 4  | 2  | 2  | 1  | —  | —                      |
| "—" pozycja nie była notowana. |                                                                                 |    |    |    |    |    |                        |

### Single
| Rok  | Tytuł                    | Album                                    | Pozycja | Pozycja | Pozycja | Pozycja | Pozycja | Pozycja | Pozycja |
| Rok  | Tytuł                    | Album                                    | FIN     | SWI     | AUT     | GER     | SWE     | BEL     | POL     |
| ---- | ------------------------ | ---------------------------------------- | ------- | ------- | ------- | ------- | ------- | ------- | ------- |
| 2006 | "All Because Of You"     | On the Way to Wonderland                 | 11      | —       | —       | —       | —       | 6       | —       |
| 2006 | "Romeo"                  | On the Way to Wonderland                 | 4       | —       | —       | —       | —       | —       | —       |
| 2006 | "Fairytale Gone Bad"     | On the Way to Wonderland                 | 2       | 2       | 3       | 3       | 10      | 14      | —       |
| 2007 | "Forever Yours"          | On the Way to Wonderland                 | —       | 82      | 42      | 35      | —       | —       | —       |
| 2007 | "Diamonds"               | On the Way to Wonderland                 | 14      | —       | —       | —       | —       | —       | —       |
| 2007 | "Heal Me"                | On the Way to Wonderland                 | 16      | —       | —       | 58      | 28      | —       | —       |
| 2008 | "Choose to Be Me"        | On the Way to Wonderland                 | —       | —       | 24      | 50      | —       | —       | —       |
| 2009 | "The Whole Story"        | Popgasm                                  | 4       | 82      | 36      | 26      | —       | —       | —       |
| 2009 | "Not Again"              | Popgasm                                  | 6       | —       | —       | —       | —       | —       | —       |
| 2009 | "Happiness EP"           | Popgasm                                  | —       | —       | —       | —       | —       | —       | —       |
| 2009 | "Welcome to My Life"     | Popgasm                                  | 13      | —       | —       | 35      | —       | —       | —       |
| 2011 | "Hollywood Hills"        | Out of Style                             | 2       | 3       | 3       | —       | 31      | 15      | 2       |
| 2011 | "I Don't Dance"          | Out of Style                             | 2       | —       | 23      | 33      | —       | —       | —       |
| 2011 | "Somebody Help Me"       | Out of Style                             | —       | 49      | —       | —       | —       | —       | —       |
| 2012 | "Damn Silence"           | Out of Style                             | —       | —       | —       | —       | —       | —       | —       |
| 2013 | "Lifesaver"              | Unholy Ground                            | 1       | 12      | 10      | 9       | —       | —       | —       |
| 2014 | "Little Bit Love"        | Unholy Ground                            | —       | —       | —       | —       | —       | —       | —       |
| 2014 | "You Can Never Be Ready" | Fairytales - Best Of 2006-2014           | —       | —       | —       | —       | —       | —       | —       |
| 2014 | "Nothing Is Over"        | Fairytales - Best Of 2006-2014           | 17      | 20      | 22      | 16      | —       | —       | —       |
| 2016 | "Prisoner In Paradise"   | Fairytales - Best Of - Ten Years Edition | —       | —       | —       | 89      | —       | —       | —       |
| 2017 | "I Help You Hate Me"     | Heartbreak Century                       | —       | —       | 48      | 49      | 16      | —       | —       |
| 2017 | "Let Me Go"              | Heartbreak Century                       | —       | —       | —       | —       | 87      | —       | —       |

## Nagrody i wyróżnienia
| Rok  | Kategoria          | Tytułem        | Nagroda    | Nota | Źródło |
| ---- | ------------------ | -------------- | ---------- | ---- | ------ |
| 2006 | Yhtyetulokas       | Sunrise Avenue | Emma-gaala | Laur | [ 19 ] |
| 2007 | Vienti-Emma        | Sunrise Avenue | Emma-gaala | Laur | [ 20 ] |
| 2011 | Vuoden vienti-Emma | Sunrise Avenue | Emma-gaala | Laur | [ 21 ] |
| 2013 | Vuoden vienti-Emma | Sunrise Avenue | Emma-gaala | Laur | [ 22 ] |